# Нууссуак (полуостров)
Нууссуак (дат. Nuussuaq halvø — «большой полуостров / мыс») — полуостров западной Гренландии, административно относится к коммуне Каасуитсуп.
Полуостров омывается водами залива Диско (море Баффина), выдаётся вглубь примерно на 180 километров, имеет в ширину до 48 километров. К юго-западу от полуострова расположен остров Диско, минимальное расстояние до него через пролив Суллорсуак составляет около 12 километров; а к северо-востоку — остров Уумманнак, расстояние до него через пролив Саркарпут составляет 7 километров. Далее к северо-востоку от полуострова находится система фьордов Уманак-фьорд.
Полуостров Нууссуак горист, высшая точка составляет 2237 метров над уровнем моря. В центре полуострова находится долина, частично заполненная ледниковым озером Тасерссуак изумрудного оттенка.
На юго-западной оконечности полуострова обнаружен археологический памятник Килакитсок. Раскопки показали, что люди постоянно жили здесь в период 2500—800 гг. до н. э., позднее эта культура получила собственное название — саккак.
Ныне на полуострове находятся поселения Каарсут (196 жителей (данные 2010 года)), Нууссуак (202 жителя (2015)) Ниакорнат (58 жителей (2010)), Саккак (188 жителей (2010)), на острове чуть южнее полуострова раскинулся посёлок Кекертак (130 жителей (2010)), а на острове чуть севернее полуострова — Уумманнак (1282 (2013)).

## Галерея

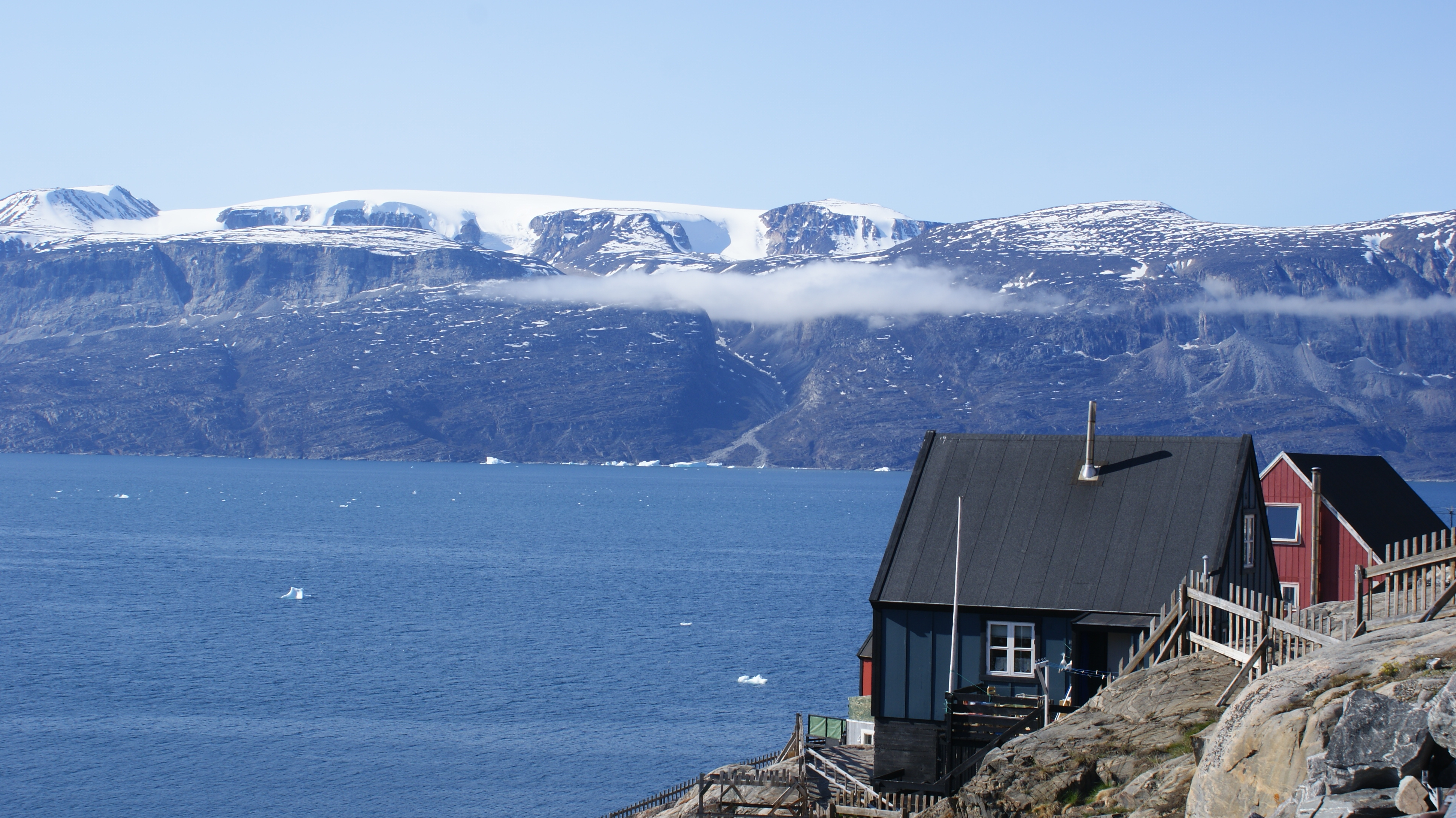
Вид на полуостров из города Уумманнак через пролив Саркарпут[англ.]
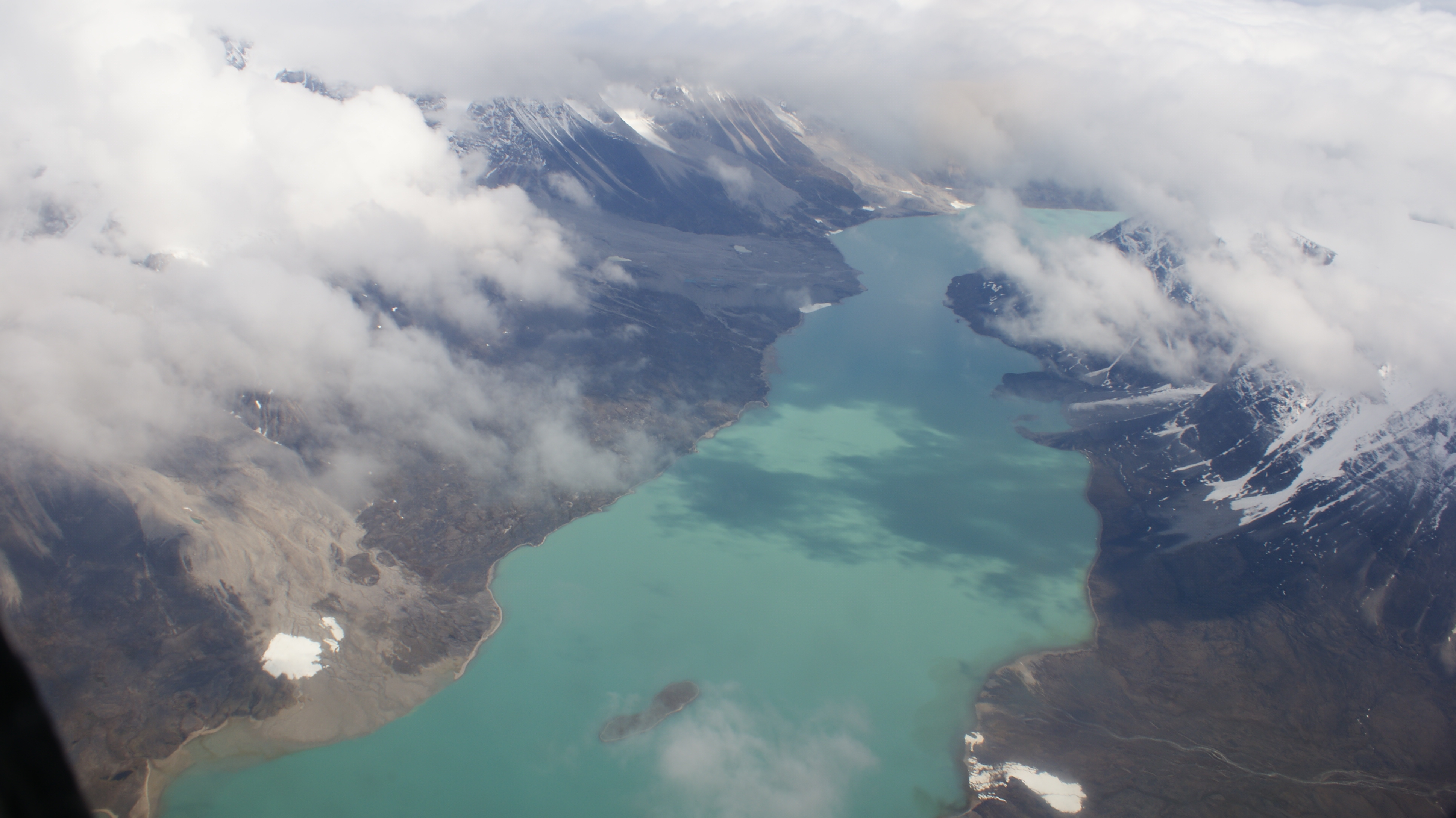
Озеро в центре полуострова
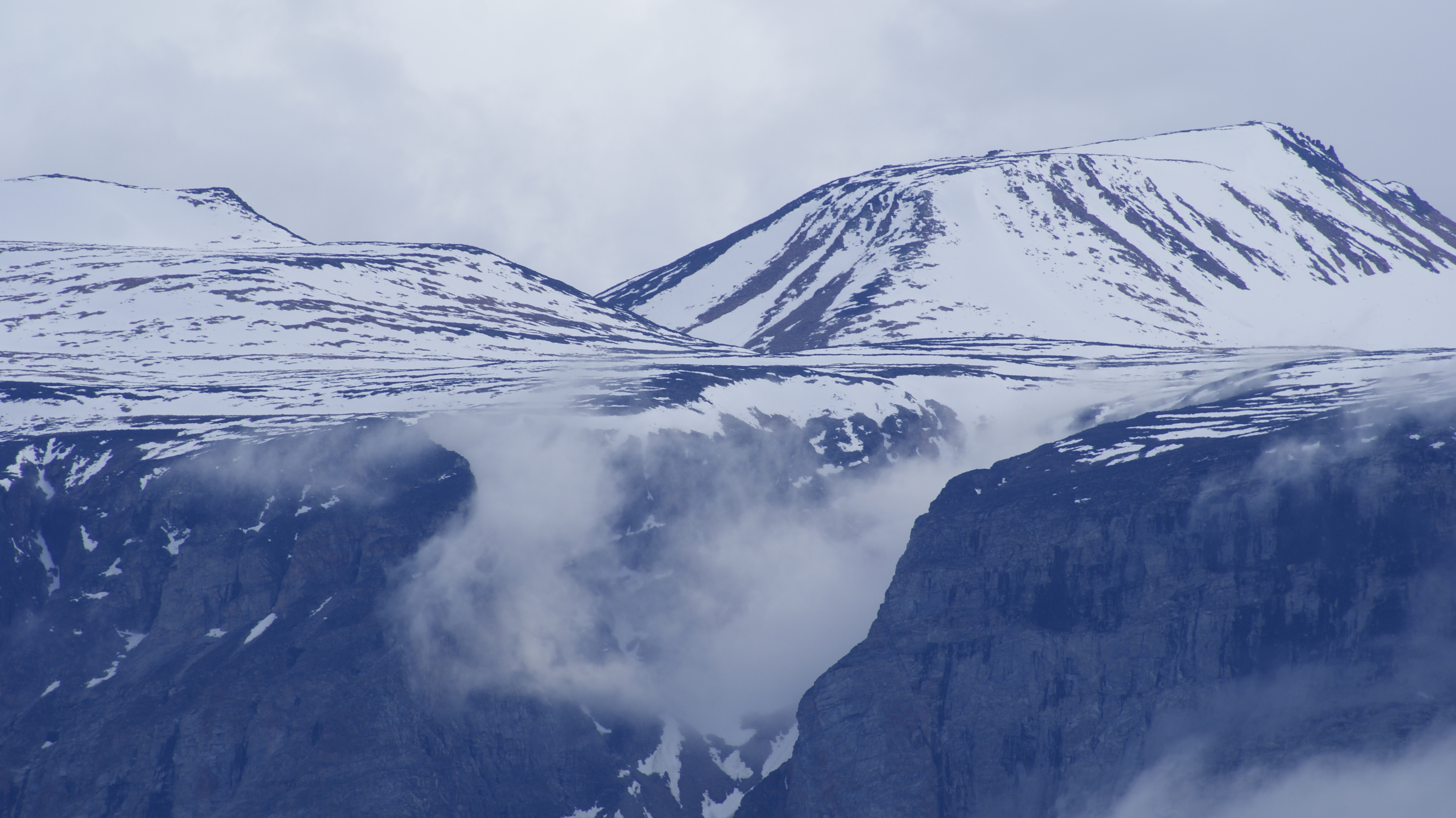
Горы полуострова
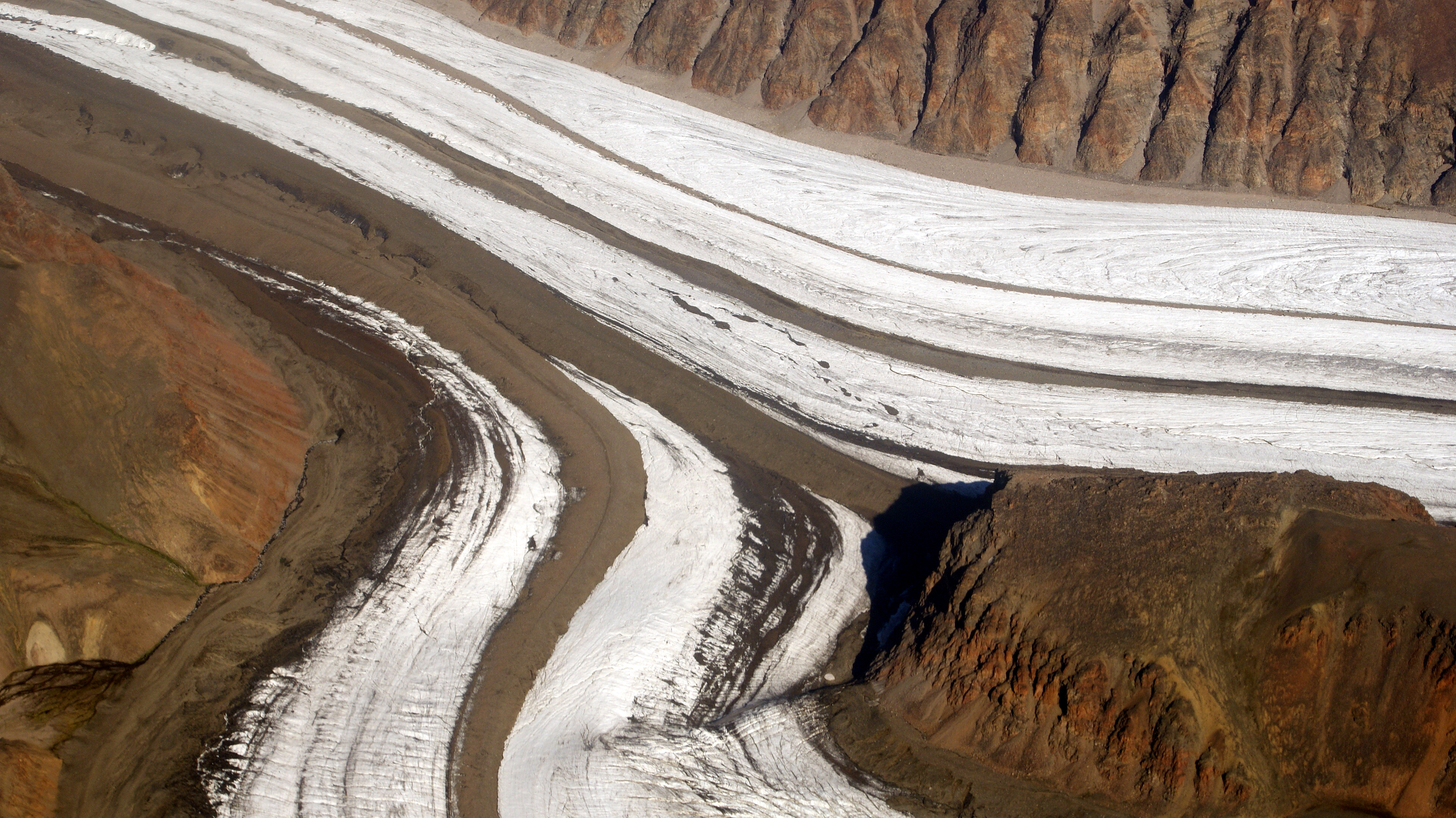
Морены полуострова